# Ніколаєво (Нагорський район)
Нікола́єво (рос. Николаево) — село у складі Нагорського району Кіровської області, Росія. Входить до складу Чеглаківського сільського поселення.
Населення становить 56 осіб (2010, 141 у 2002).
Національний склад станом на 2002 рік — росіяни 100 %.